# Bahnstrecke Bickenbach–Seeheim
| Streckennummer: | 3544                       |                                                              |                                                              |
| Kursbuchstrecke (DB): | zuletzt 315 e, 1944: 276 m |                                                              |                                                              |
| Kursbuchstrecke: | 317m (1946)                |                                                              |                                                              |
| Streckenlänge: | 4,4 km                     |                                                              |                                                              |
| Spurweite: | 1435 mm (Normalspur)       |                                                              |                                                              |
| |                            |                                                              |                                                              |
| \| \| \| von Frankfurt am Main \| \| \| \| 0,0 \| Bickenbach (Bergstr) \| Bickenbach (Bergstr) \| \| \| \| nach Heidelberg \| \| \| \| 1,7 \| Alsbach \| Alsbach \| \| \| \| Straßenbahn aus Richtung Alsbach \| \| \| \| \| Jugenheim Bickenbacher Straße \| \| \| \| 3,2 \| Jugenheim Ludwigstraße (ehemals Bahnhof Jugenheim (Bergstr)) \| Jugenheim Ludwigstraße (ehemals Bahnhof Jugenheim (Bergstr)) \| \| \| \| Seeheim Tannenbergstraße \| \| \| \| \| Straßenbahn in Richtung Darmstadt \| \| \| \| 4,4 \| Seeheim (Bergstr) \| Seeheim (Bergstr) \| |                            |                                                              |                                                              |
| Strecke |                            | von Frankfurt am Main                                        | von Frankfurt am Main                                        |
| Bahnhof | 0,0                        | Bickenbach (Bergstr)                                         | Bickenbach (Bergstr)                                         |
| Abzweig ehemals geradeaus und nach rechts |                            | nach Heidelberg                                              | nach Heidelberg                                              |
| Haltepunkt / Haltestelle (Strecke außer Betrieb) | 1,7                        | Alsbach                                                      | Alsbach                                                      |
| Abzweig mit U-Bahn ehemals geradeaus und von rechts |                            | Straßenbahn aus Richtung Alsbach                             | Straßenbahn aus Richtung Alsbach                             |
| U-Bahn-Haltepunkt / Haltestelle |                            | Jugenheim Bickenbacher Straße                                | Jugenheim Bickenbacher Straße                                |
| U-Bahn-Haltepunkt / Haltestelle | 3,2                        | Jugenheim Ludwigstraße (ehemals Bahnhof Jugenheim (Bergstr)) | Jugenheim Ludwigstraße (ehemals Bahnhof Jugenheim (Bergstr)) |
| U-Bahn-Haltepunkt / Haltestelle |                            | Seeheim Tannenbergstraße                                     | Seeheim Tannenbergstraße                                     |
| Abzweig mit U-Bahn ehemals geradeaus und nach links |                            | Straßenbahn in Richtung Darmstadt                            | Straßenbahn in Richtung Darmstadt                            |
| Kopfbahnhof Streckenende (Strecke außer Betrieb) | 4,4                        | Seeheim (Bergstr)                                            | Seeheim (Bergstr)                                            |

Die Bahnstrecke Bickenbach–Seeheim war eine 4,4 Kilometer lange, nicht elektrifizierte normalspurige Nebenbahn an der hessischen Bergstraße. Sie verband die Ortschaften der heutigen Gemeinde Seeheim-Jugenheim mit der Bahnstrecke Frankfurt am Main–Heidelberg und wurde mundartlich Ziggelsche genannt.

## Vorgeschichte
Treibende Kraft für den Bau der Strecke war ein Eisenbahn-Komitee unter dem Vorsitz des Hauptmanns Carl Scriba, der sich auch bei anderen Eisenbahnprojekten der Region engagierte. Das Projekt wurde unter anderem auch durch Prinz Alexander von Hessen und bei Rhein, Präsident der Ersten Kammer des Landtages des Großherzogtums Hessen-Darmstadt, unterstützt. Die großherzogliche Familie besaß das Schloss Heiligenberg bei Jugenheim. Gleichwohl wurde aber erst im Juli 1893 die Konzession für den Bau der Strecke erteilt. Nun leisteten insbesondere die Gemeinde Bickenbach und dortige Grundeigentümer Widerstand. Die Gemeinde Bickenbach wurde von der Bahn in großem Bogen umfahren und hatte keinen Nutzen von ihr.

## Bau
Die Strecke wurde schließlich von den Großherzoglich Hessischen Staatseisenbahnen gebaut. Die Hauptstrecke Frankfurt am Main–Heidelberg war damals eine Kondominalbahn mit eigener Verwaltung. Da für die hessische Staatsbahn ein eigener Betrieb der Strecke Bickenbach–Seeheim unwirtschaftlich erschien, schloss sie im Juni 1895 ein Abkommen mit der Main-Neckar-Eisenbahn-Gesellschaft, wonach die Staatsbahn Personal, Lokomotiven und Personenwagen stellte, die Main-Neckar-Eisenbahn dagegen die geschäftliche und technische Verwaltung sowie die Unterhaltung der Eisenbahninfrastruktur und Fahrzeuge übernahm. Dafür erhielt die Main-Neckar-Eisenbahn fünf Prozent der Einnahmen, mindestens aber 3000 Mark im Jahr.
Wegen des schwierigen Grunderwerbs konnte erst im Dezember 1894 mit dem Bau begonnen werden. Das Gelände bot keine größeren Schwierigkeiten. Im Bahnhof Bickenbach erhielt die Bahn einen eigenen Bahnsteig und eine Weichenverbindung, die sowohl das Umsetzen der Lokomotive als auch durchgehende Züge aus Richtung Darmstadt erlaubten. Im Juli 1895 war die Strecke fertiggestellt und wurde am 6. Juli 1895 eröffnet.

## Betrieb
Der Zugverkehr war von Anfang an sehr dicht. Werktags verkehrten 18, sonntags 17 Zugpaare, so dass fast zu jedem Zug auf der Hauptstrecke, der in Bickenbach hielt, Anschluss bestand. Auch verkehrte anfangs ein Theaterzug, der Darmstadt um 23:45 Uhr verließ und Seeheim um 0:24 Uhr erreichte. Die Bahn war vor allem auch für den Fremdenverkehr zu den Luftkurorten Seeheim und Jugenheim wichtig. Eingesetzt wurden auf der Strecke vor allem Lokomotiven der preußischen Gattung T3.

## Niedergang
Bis zum 30. April 1930 war der Bahnhof Seeheim zugleich Lokomotivbahnhof. Ab 1931 wurden Fahrten außerhalb des Berufsverkehrs im Schienenersatzverkehr durch Postbusse der Reichspost erbracht. Das scheiterte aber auf Dauer am Widerstand der Fremdenverkehrsindustrie. Selbst im letzten Reichskursbuch vor dem Ende des Zweiten Weltkrieges vom 3. Juli 1944 sind werktags noch zwölf und sonntags zehn Zugpaare verzeichnet. Seit dem 1. November 1943 trug der Bahnhof den Zusatz „(Bergstr)“.
Im Rahmen der allgemeinen Politik der Deutschen Bundesbahn, zahlreiche Nebenbahnstrecken stillzulegen, wurde auf der Strecke am 31. Dezember 1955 der Personenverkehr eingestellt, ohne dass zuvor geprüft worden wäre, ob ein Betrieb – beispielsweise mit Uerdinger Schienenbussen – hätte aufrechterhalten werden können. Die Strecke wurde noch von einigen Sonderzügen befahren, darunter auch dem Gläsernen Zug und einem Wahlkampf-Sonderzug des damaligen Bundeskanzlers Konrad Adenauer 1957. Der Güterverkehr wurde zum Juli 1960 eingestellt. Im März 1961 wurde die Strecke schließlich abgebaut.
Nachdem die Gleise abgetragen waren, kam die Idee auf, die bisher in der Landstraße parallel zur Bahnstrecke führende meterspurige Darmstädter Straßenbahn zwischen Seeheim und Jugenheim auf die Trasse der bisherigen Nebenbahn zu verlegen, was 1966 verwirklicht wurde. So ist ein Teil der Trasse heute noch erhalten. 1979 wurde ein Teilstück der Straßenbahnverlängerung von Jugenheim nach Alsbach auf der ehemaligen Bahntrasse angelegt. Die Bickenbacher Straße wird nun aber von der Straßenbahn niveaugleich gekreuzt, nicht wie die Bahnstrecke, die mit einer Brücke über die Straße führte.